# Крейсер-скаут
Крейсер-скаут (англ. scout cruiser) — подкласс крейсеров начала XX века, существовавший в ВМС ряда стран. Строительство крейсеров-скаутов было вызвано, главным образом, стремительным ростом скоростных и боевых характеристик эскадренных миноносцев. Идеологическим предшественником крейсеров-скаутов принято считать бронепалубный крейсер Российского императорского флота «Новик». Крейсера-скауты впервые появились в Королевском военно-морском флоте Великобритании, где и получили наибольшее развитие. Кроме того, строились и проектировались для военных флотов ряда других стран. Предназначались на роль лидеров флотилий эсминцев и быстроходных разведчиков при эскадрах линейных сил. Их наиболее яркой чертой стал приоритет максимальной скорости в ущерб всем остальным характеристикам. При этом первые скауты фактически и представляли собой значительно увеличенные эсминцы. Однако уже к началу Первой мировой войны этот подход был признан неверным в большинстве флотов и дальнейшее развитие скаутов было прекращено в пользу строительства полноценных лёгких крейсеров.

## Возникновение класса скаутов
После создания в Великобритании эскадренных миноносцев типа «Ривер», обладавших высокой скоростью и мореходностью, в британских военно-морских кругах пришли к выводу о необходимости создания нового класса крейсеров — достаточно быстроходных чтобы соответствовать новым эсминцам. В задачи нового класса входила роль лидеров эсминцев, которые должны были вести их в атаку и прикрывать артиллерийским огнём. Кроме того, в соответствии со своим названием они должны были выполнять роль разведчиков при эскадре, причём в данном случае их функции сводились к выявлению неприятеля и наведению на него своих линейных сил.

## Скауты Великобритании

### Первое поколение британских скаутов
Строительство первого поколения крейсеров-скаутов было поручено частным компаниям. При этом Адмиралтейство использовало сложившуюся практику заказа эсминцев, когда проектировщикам задавались только общие характеристики кораблей (скорость, водоизмещение, вооружение), а реализовывал эти требования каждый производитель в соответствии со своими навыками и технологиями. В данном случае исполнителям заказа разрешалось даже выбрать схему бронирования между броневой палубой и бортовым поясом. Всего было заказано восемь единиц четырём производителям. Хотя британский флот уже приступил к внедрению паротурбинных установок, стремление избежать технических проблем и получить крейсера как можно скорее привело к тому, что все скауты были оснащены хорошо отработанными паровыми машинами.
Строительство скаутов типа «Сентинел» (англ. Sentinel) было поручено известной компании Vickers. Её инженеры создали проект на основе конструкции «30-узловых» эсминцев. Крейсера и представляли собой масштабно увеличенные эсминцы со всеми их характерными признаками — с коротким карапасным полубаком, отдельными надстройками под каждую из трёх труб и низкой кормовой рубкой. Единственным отличием корабельной архитектуры крейсеров от эсминцев, помимо размеров, стала тонкая броневая палуба по всей длине корабля, имевшая 37-миллиметровые скосы и гласисы в районе машинного отделения. Оба корабля, «Сентинел» и «Скирмишер» заложили летом 1903 года, весной — летом 1905 года они вступили в строй. Средняя стоимость крейсеров составили 282 000 фунтов стерлингов за единицу.
Заказ на вторую пару скаутов достался компании Cammell Laird, ранее построившей большое количество эсминцев. На базе эсминца был разработан и проект крейсера-скаута типа «Патфайндер» (англ. Pathfinder). Корпус имел типично миноносные признаки в виде карапасного полубака и облегченных надстроек. Новинкой стало применение штормового коридора, позволявшего перейти из носовой в кормовую надстройку. Проблему защиты конструкторы из Cammell Laird решили иначе, чем их коллеги из Vickers. Машинная установка защищалась бортовым поясом толщиной 51 мм, который доходил до верхней палубы. Прочая защита включала 15-миллиметровую броневую палубы со скосами 37 мм. «Патфайндер» был заложен в августе 1903 года, «Пэтрол» в октябре 1903 года, оба корабля пополнили флот в 1905 году. Средняя стоимость за единицу составила 273 000 фунтов стерлингов.
Скауты типа «Форвард» (англ. Forward) спроектировала и построила компания Fairfield. Из всех одноклассников их архитектура была наиболее архаичной и продолжала дизайн малого крейсера прошлых лет. Корабли получили полубак без карапасной палубы и короткий полуют. Зато система бронирования оказалась самой совершенной. Броневой пояс прикрывал не только машинные, но и котельные отделения, причем доходил до верхней палубы и опускался на 0,8 м ниже ватерлинии. Остальные части защищала бронепалуба со скосами. Запас угля на этих крейсерах был увеличен, но дальность плавания осталась без изменений. «Форвард» и «Форсайт» были заложены в октябре 1903 года и вошли в строй в 1905 году. Средняя стоимость за единицу — 285 400 фунтов стерлингов.
Наиболее оригинальный проект предложила компания Armstrong, знаменитая своими элсвикскими крейсерами. Скауты серии «Эдвенчур» (англ. Adventure) стали первыми британскими крейсерами с 1880 года, не имевшими тарана. Вместо этого корабли получили клипперский форштевень и небольшой бульб в подводной части, что предвосхитило будущий облик типичных британских крейсеров. Корпуса имели короткий полубак, а число дымовых труб достигло четырёх. «Эдвенчур» и его систершип имели в качестве силовой установки весьма совершенные паровые машины редко встречавшейся системы Маршала-Алена, что обеспечило им умеренные габариты по высоте, низкий уровень вибраций, но очень высокую надежность. На испытаниях крейсера смогли показать среднюю скорость 24,5 узла на восьмичасовом пробеге. Максимальная скорость достигла 26 узлов. Броневая защита оказалась традиционной и сводилась к броневой палубе со скосами. «Эдвенчур» и «Эттентив» заложили в июне — июле 1904 года, а в строй ввели в октябре 1905 года. Их средняя стоимость составила 270 000 фунтов стерлингов за единицу.
Таким образом, к 1905 году Королевский флот получил восемь крейсеров-скаутов четырёх разных типов. Все они имели основное вооружение из 10-ти 76-мм пушек и максимальную скорость 25 узлов. Все эти корабли чрезвычайно быстро устарели. С 1907 года в Великобритании начинается постройка новых эсминцев, гораздо более крупных и быстроходных, чем тип «Ривер», выступать в роли лидеров которых паромашинные скауты уже не могли. Как разведчики они стали выглядеть несостоятельными при эскадрах линкоров-дредноутов, имевших ход 21 узел, а слабое вооружение не оставляло им шансов при столкновении с крейсерами вероятного противника. В попытках подтянуть характеристики скаутов был проведен ряд модернизаций. В 1906—1907 годах 47-миллиметровые пушки заменили на несколько более мощные 57-миллиметровые, в 1909—1910 годах установили систему управления артиллерийским огнём, а в 1911—1912 годах сняли все 76-миллиметровые орудия, заменив их на девять новейших 102-миллиметровых пушек Mk IV, что сделало их огневую мощь сравнимой с крейсерами III класса типа «Джем».
| Сравнительные ТТХ первого поколения крейсеров-скаутов Великобритании |                                        |                                                              |                                                              |                                        |
|                                                                      | Тип «Сентинел»                         | Тип «Патфайндер»                                             | Тип «Форвард»                                                | Тип «Эдвенчур»                         |
| Нормальное водоизмещение, дл. т                                      | 2880                                   | 2900                                                         | 2860                                                         | 2640                                   |
| Артиллерийское вооружение                                            | 10×1 — 76-мм 8×1 — 47-мм               | 10×1 — 76-мм 8×1 — 47-мм                                     | 10×1 — 76-мм 8×1 — 47-мм                                     | 10×1 — 76-мм 8×1 — 47-мм               |
| Торпедное вооружение                                                 | 2×1 — 457-мм ТА                        | 2×1 — 457-мм ТА                                              | 2×1 — 457-мм ТА                                              | 2×1 — 457-мм ТА                        |
| Бронирование, мм                                                     | Палуба — 15—37 мм боевая рубка — 76 мм | Бортовой пояс — 51 мм палуба — 15—37 мм боевая рубка — 76 мм | Бортовой пояс — 51 мм палуба — 15—31 мм боевая рубка — 76 мм | Палуба — 19—51 мм боевая рубка — 76 мм |
| Энергетическая установка                                             | 2 паровые машины, 17 000 л. с.         | 2 паровые машины, 16 500 л. с.                               | 2 паровые машины, 15 000 л. с.                               | 2 паровые машины, 16 000 л. с.         |
| Максимальная скорость, узлов                                         | 25                                     | 25                                                           | 25                                                           | 25                                     |
| Дальность плавания, миль/на скорости, узл                            | 3000/16                                | 3000/16                                                      | 3000/16                                                      | 3000/13                                |
| Экипаж, чел                                                          | 268                                    | 268                                                          | 268                                                          | 268                                    |

### Второе поколение британских скаутов
После закладки скаутов типа «Эдвенчур» британский флот взял короткую паузу в развитии этого подкласса крейсеров. Адмирал Д. Фишер, ставший в 1904 году Первым морским лордом, первоначально придерживался мнения, что малые крейсера вообще не нужны флоту, так как не смогут эффективно применить свою артиллерию на волнении. Он предполагал возложить ведение разведки в интересах главных сил на линейные крейсера, поддерживаемые очень крупными эсминцами, которые одновременно могли бы выполнять и роль лидеров миноносных флотилий. Для проверки этой идеи в 1906 году был заложен «суперэсминец» «Свифт» (англ. Swift). «Свифт» при водоизмещении около 2400 тонн смог развить скорость 35 узлов и был вооружен четырьмя 102-миллиметровыми орудиями. Казалось бы, он стал идеальным лидером эсминцев. Но радиус его действия оказался ограниченным, а стоимость в 235 000 фунтов стерлингов чрезмерной. В результате, «Свифт» был признан явно неудачным кораблем. Возобладало мнение, что даже маленький крейсер имеет более значительный боевой потенциал, чем крупный эсминец, и строительство крейсеров-скаутов возобновили.
Постройку второго поколения скаутов решили поручить одному производителю, верфи ВМФ в Пембруке. Считалось, что это поможет постепенно совершенствовать проект. Проектирование велось на базе скаутов типа Эдвенчур и предусматривало обязательную установку паровых турбин. Первыми заложили пару крейсеров типа «Бодицея» (англ. Boadicea), «Бодицею» заложили в июне 1907 года, «Беллону» (англ. Bellona) год спустя. Однако установленные на этих крейсерах четыре турбины Parsons были агрегатами прямого действия и имели слишком низкую экономичность. Пришлось существенно увеличить запас топлива, но дальность все равно оказалась недостаточной. Кроме того, паровые котлы остались прежними, поэтому мощность оказалась всего 18 000 л. с., при том, что у новейших эсминцев она достигала 27 000 л. с. В результате скорость новых скаутов все равно была слишком низкой. Хотя на испытаниях Бодицея и разогналась до 27,6 узла, в реальной эксплуатации скауты этого типа ходили не быстрее 25,5 узлов. Если учесть, что скорость новейших эсминцев перевалила к тому времени за 30 узлов, выполнять роль их лидеров новые крейсера не могли. Вооружение включало в себя шесть орудий калибра 102-мм и четыре калибра 47-мм, хотя последние уже потеряли всякое боевое значение. Защиту пришлось ослабить. Только в районе машинно-котельных отделений палуба была броневой, толщиной всего 13 мм с 25-миллиметровыми скосами. В строй «Бодицея» вошла в 1910 году, «Беллона» в 1911 году. Средняя стоимость существенно выросла и составила 330 000 фунтов стерлингов за единицу.
Следующие пара скаутов типа «Блонд» (англ. Blonde) оказалась почти полным повторением предыдущего проекта. Лишние 50 тонн водоизмещения пошли на утолщение броневой палубы до 40 мм. Вооружение усилилось до десяти 102-миллиметровых орудий, калибр торпедных аппаратов стал 533 мм. Поскольку мощность турбин не изменилась, ожидалось некоторое падение скорости, но фактически новые крейсера не отставали от первой пары. «Блонд» и «Бланш» заложили в 1909 году, в 1910—1911 они пополнили флот. Стоимость постройки несколько снизилась и составила 280 000 фунтов стерлингов за единицу.
В 1910—1911 годах в Пембруке заложили последние британские скауты — три крейсера типа «Эктив» (англ. Active). Исходный проект был вновь улучшен. Крейсера получили наклонный форштевень, а схему защиты изменили. Теперь толщина броневой палубы над котельно-машинными отделениями уменьшилась до 25 мм, но бортовая обшивка была изготовлена из толстой стали высокого сопротивления, что должно было хотя бы защитить от мелких осколков. Скоростные качества остались на прежнем уровне, а стоимость снова упала. В среднем каждый корабль обошелся казне в 260 000 фунтов стерлингов. «Эктив» и «Эмфайон» вошли в строй в 1911 году, «Фирлесс» в 1912 году.
| Сравнительные ТТХ второго поколения крейсеров-скаутов Великобритании |                                         |                                         |                                         |
|                                                                      | Тип «Бодицея»                           | Тип «Блонд»                             | Тип «Эктив»                             |
| Нормальное/полное водоизмещение, т                                   | 3300/3800                               | 3350/3850                               | 3440/4000                               |
| Артиллерийское вооружение                                            | 6×1 — 102-мм/50 4×1 — 47-мм             | 10×1 — 102-мм/50 4×1 — 47-мм            | 10×1 — 102-мм/50 4×1 — 47-мм            |
| Торпедное вооружение                                                 | 2×1 — 457-мм ТА                         | 2×1 — 533-мм ТА                         | 2×1 — 457-мм ТА                         |
| Бронирование, мм                                                     | Палуба — 13—25 мм боевая рубка — 102 мм | Палуба — 13—38 мм боевая рубка — 102 мм | Палуба — 13—25 мм боевая рубка — 102 мм |
| Энергетическая установка                                             | 4 паровые турбины, 18 000 л. с.         | 4 паровые турбины, 18 000 л. с.         | 4 паровые турбины, 18 000 л. с.         |
| Максимальная скорость, узлов                                         | 25                                      | 25                                      | 25                                      |
| Дальность плавания, миль/на скорости, узл                            | 4260/10                                 | 2000/14                                 | 4630/10                                 |
| Экипаж, чел                                                          | 317                                     | 314                                     | 321—325                                 |

Всего британский флот получил 15 скаутов семи разных типов.

## Скауты Италии
Командование Королевского военно-морского флота Италии всегда придавало большое значение ведению разведки в интересах главных сил флота. Ещё в XIX веке итальянский флот получил ряд авизо, отличавшихся слабым вооружением, но максимально возможной скоростью хода. Опыт Русско-японской войны и известия о начале строительства крейсеров-скаутов в Великобритании привели к проектированию первого итальянского скаута «Куарто» (итал. Quarto). Хотя за образец был взят британский скаут «Сентинел», итальянским конструкторам удалось создать вполне оригинальный корабль. Корпус «Куарто» был по сути сильно увеличенным корпусом эсминца и имел характерные для миноносцев обводы и отношение длины к ширине. Крейсер оснастили четырёхвальной паротурбинной установкой системы Parsons, причем её разместили в узком корпусе с большим трудом. Однако механизмы получились в итоге мощными и надежными, благодаря чему «Куарто» оказался отличным ходоком и развивал скорость более 28 узлов. Дальности плавания было вполне достаточно для Адриатического моря, а мореходность оказалась очень хорошей для корабля таких размеров. Вооружение включало шесть 120-мм пушек и шесть 76,2-мм, хотя последние были малополезными, в том числе и из-за сильного заливания на больших ходах. Броневая защита устанавливалась по остаточному принципу и сводилась к карапасной броневой палубе. «Куарто» был заложен в 1909 году, а в 1913 году вошел в строй.
Ободренные успехом итальянцы заложили два крейсера улучшенного варианта типа «Нино Биксио» (итал. Nino Bixio), но фактически они оказались ухудшенными, поскольку скорость новых крейсеров даже понизилась.
| Сравнительные ТТХ крейсеров-скаутов Италии |                                      |                                      |
|                                            | «Куарто»                             | Тип «Нино Биксио»                    |
| Нормальное/полное водоизмещение, т         | 3219/3388                            | 3519/4076                            |
| Артиллерийское вооружение                  | 6×1 — 120-мм/50 6×1 — 76-мм/50       | 6×1 — 120-мм/50 6×1 — 76-мм/50       |
| Торпедное вооружение                       | 2×1 — 457-мм ТА                      | 2×1 — 457-мм ТА                      |
| Бронирование, мм                           | Палуба — 38 мм боевая рубка — 100 мм | Палуба — 38 мм боевая рубка — 100 мм |
| Энергетическая установка                   | 2 паровые турбины, 29 215 л. с.      | 3 паровые турбины, 23 000 л. с.      |
| Максимальная скорость, узлов               | 28,6                                 | 26,8 — 27,6                          |
| Дальность плавания, миль/на скорости, узл  | 2300/15                              | 1400/13                              |
| Экипаж, чел                                | 247                                  | 296                                  |

## Крейсера-скауты Австро-Венгрии
В Австро-Венгерской империи флот финансировался по остаточному принципу, так как основные интересы Двуединой монархии касались континентальной политики, а депутаты Венгерского парламента в принципе отрицательно относились к расходам на флот. Тем не менее, располагая ограниченными средствами, судостроители этой страны смогли создать целый ряд незаурядных и при этом недорогих кораблей, отлично приспособленных к действиям в Адриатике. После появления первых работоспособных паровых турбин, руководством Австро-Венгерского флота было принято решение внедрить их на новых проектах. Уже в мае 1906 года был поставлен вопрос о строительстве паротурбинного крейсера водоизмещением в 3500 тонн, причем Морской технический комитет рекомендовал взять за образец либо немецкие крейсера типа «Дрезден», либо американские типа «Честер». В 1908 году на верфи ВМФ в Поле заложили крейсер-скаут «Адмирал Шпаун», официально классифицированный как «быстроходный крейсер» (нем. Rapidkreuzer). Корабль вошел в строй в 1910 году.
«Адмирал Шпаун» оказался одним из первых в мире турбинных крейсеров с броневым поясом. По сути, он представлял собой огромный эсминец со значительным удлинением полубачного корпуса. Артиллерия рассчитывалась на противодействие эсминцам и включала семь 100-мм скорострельных пушек производства компании Škoda. Бронирование было лёгким и состояло из 60-мм пояса вдоль машинно-котельных отделений и 20-мм броневой палубы. Единственным серьезным недостатком «Шпауна» стала слишком сложная и ненадежная силовая установка, состоявшая из шести паровых турбин Parsons, работавших на четыре вала. Хотя крейсер развил на испытаниях ход более 27 узлов, в эксплуатации он этого показателя не достигал.
| Сравнительные ТТХ крейсеров-скаутов Австро-Венгрии |                                                                      |                                                                      |
|                                                    | «Адмирал Шпаун»                                                      | Тип «Сайда»                                                          |
| Нормальное/полное водоизмещение, т                 | 3384/3944                                                            | 3445/3947                                                            |
| Артиллерийское вооружение                          | 7×1 — 100-мм/50 1×1 — 47-мм/44                                       | 9×1 — 100-мм/50 1×1 — 47-мм/44                                       |
| Торпедное вооружение                               | 2×1 — 457-мм ТА                                                      | 3×2 — 457-мм ТА или 2×2 — 533-мм ТА и 1×2 — 457-мм ТА                |
| Бронирование, мм                                   | Борт — 60 мм палуба — 20 мм щиты орудий — 40 мм боевая рубка — 50 мм | Борт — 60 мм палуба — 20 мм щиты орудий — 40 мм боевая рубка — 50 мм |
| Энергетическая установка                           | 6 паровых турбин, 25 150 л. с.                                       | 2 паровые турбины, 30 000 л. с.                                      |
| Максимальная скорость, узлов                       | 27                                                                   | 27,5                                                                 |
| Дальность плавания, миль/на скорости, узл          | 1600/24                                                              | 1600/24                                                              |
| Экипаж, чел                                        | 327                                                                  | 340 — 420                                                            |

## Скауты США
Военно-морской флот США пришел к идее строительства крейсеров-разведчиков по итогам оценки маневров флота в 1902—1903 годах, которые доказали важность дальней морской разведки и в то же время отсутствие в составе флота быстроходных малых крейсеров, которые могли бы эту разведку вести. Уже в 1903 году в Совете флота начали обсуждать идею о создании собственного проекта скаута для сопровождения эскадр. Предполагалось, что такие корабли должны были обладать высокой скоростью и мореходностью, а также дальностью плавания с учетом океанских театров военных действий. Требования к вооружению были весьма скромными — 12 пушек калибра 76,2-мм. Рассчитывали обеспечить срыв атак вражеских миноносцев, а также способность вступить в бой с малыми крейсерами противника. Бронирование должно было обеспечить защиту механизмов от мелких снарядов и осколков. Проект был подготовлен к декабрю 1903 года, а в 1904 году Конгресс США утвердил строительство трёх крейсеров-скаутов типа «Честер».
В дальнейшем анализ боевого опыта Русско-японской войны 1904—1905 годов привел к изменению состава вооружение. Теперь оно должно было состоять из двух 127-мм орудий и шести 76,2-мм. Также было одобрено применение новейших торпедных аппаратов калибра 533 мм. Перед закладкой крейсеров в 1905 году было принято решение экспериментальным путём выбрать наилучшую силовую установку. Поэтому крейсера получили различные машинные агрегаты. На головном, «Честере», установили четыре паровых турбины системы Parsons, на «Салеме» две паровые турбины системы Curtiss, а «Бирмингем» оснастили паровыми машинами тройного расширения. В отличие от своих более ранних британских одноклассников американские скауты обладали солидным радиусом действия и хорошей мореходностью, которая позволяла, при сильном волнении, им поддерживать скорость большую, чем крейсера-скауты типа «Эдвенчур». На службе турбинные крейсера могли длительное время держать ход 23—23,5 узла. Их бронирование было весьма скромным и сводилось к узкому бортовому поясу толщиной 51 мм напротив котло-машинной установки и 25 мм броневой палубы над ней и траверсами толщиной 37 мм, карапаса в оконечностях не было, рулевая машина защищалась только 25 мм палубой. Перед вступлением США в Первую мировую войну вооружение крейсеров усилили, заменив четыре 76,2-мм пушки на две 127-мм. Было также установлено и одно 76,2-мм зенитное орудие.
| Сравнительные ТТХ крейсеров-скаутов США   |                                                              |                                      |
|                                           | Тип «Честер»                                                 | Тип «Омаха»                          |
| Нормальное/полное водоизмещение, т        | 3750/4687                                                    | 7050/9508                            |
| Артиллерийское вооружение                 | 2×1 — 127-мм/50 6×1 — 76-мм/50                               | 2×2 и 8×1 — 152-мм/53 2×1 — 76-мм/50 |
| Торпедное вооружение                      | 2×1 — 533-мм ТА                                              | 2×3 и 2×2 — 533-мм ТА                |
| Бронирование, мм                          | Бортовой пояс — 51 палуба — 25 мм                            | Бортовой пояс — 76 мм палуба — 38 мм |
| Энергетическая установка                  | 2 паровые машины или 2 паровые турбины 15 670 — 17 400 л. с. | 4 паровые турбины, 90 000 л. с.      |
| Максимальная скорость, узлов              | 24 — 24,5                                                    | 34                                   |
| Дальность плавания, миль/на скорости, узл | 3300/16                                                      | 8460/10                              |
| Экипаж, чел                               | 359                                                          | 458                                  |

## Проекты крейсеров-скаутов Франции и России

### Французские проекты
Прогресс в развитии военно-морских технологий, происходивший перед Первой мировой войной, поставил ВМС Франции в тяжелое положение. Особенно плохо обстояло дело с крейсерскими силами. Если на строительство престижных линкоров-дредноутов деньги все-таки выделили, то среди французских крейсеров не было ни одного достаточно современного. Даже новейшие броненосные крейсера типа «Вальдек-Руссо», принятые флотом в 1911 году, были построены по морально устаревшему проекту, имели паромашинную установку и на фоне зарубежных крейсеров нового поколения выглядели слишком тихоходными. Для ведения разведки в интересах эскадр новых линкоров и борьбы с лёгкими силами противника они не годились. Ситуация представлялась нетерпимой и в 1909 году Морской генеральный штаб (фр. Etat-Major General) потребовал приступить к работам по проектированию «эскадренного разведчика» (фр. eclaireurs d'escadre). Изначально Технический отдел морского министерства (фр. Service Technique des Constructions et Armes Navales) представил проект достаточно крупного корабля, нормальным водоизмещением 6000 т. Крейсер должен был вооружаться десятью 138,6-мм/45 орудиями, нести броневой пояс толщиной 50—100 мм, броневую палубу толщиной 40 мм и развивать скорость 27 узлов.
В дальнейшем Морской генеральный штаб предпочел крейсера меньших размеров, промежуточным между британским типом «Аретьюза» и немецкими типами «Магдебург» и «Карлсруэ». При нормальном водоизмещении 4500 тонн крейсер должен был вооружаться восемью 138,6-миллиметровыми пушками, причем впервые в мире носовые и кормовые пары орудий устанавливались по линейно-возвышенной схеме, однако обводы корпуса оставались архаичными, в сравнении с зарубежными проектами. Более мощная силовая установка обеспечивала скорость до 29 узлов. Броневая защита планировалась крайне слабой и сводилась к тонкой броневой палубе над машинно-котельными отделениями. По Морскому закону 1912 года предполагалось построить к 1920 году десять крейсеров типа «Ламотт-Пике», которые теперь классифицировались как «лидеры флотилий» (фр. convoieur d'escadrilles). Головной корабль должен был быть заложен в ноябре 1914 года на верфи арсенала в Тулоне, закладка двух последующих намечалась на частных верфях. Однако ход военных действий вынудил руководство Франции переориентировать все ресурсы на нужды сухопутной армии и строительство новых крейсеров было отложено, а затем и отменено. Несмотря на недостатки проекта, крейсера этого типа могли быть крайне полезны флоту в Первой мировой войне, когда выявилась неспособность устаревших французских крейсеров догнать более быстроходного противника.

### Российские проекты
После поражения в Русско-японской войне и потери большей части корабельного состава, руководство Российского императорского флота делало основную ставку на строительство крупных боевых единиц — линкоров типов «Севастополь» и «Императрица Мария», линейных крейсеров типа «Измаил». Костяк крейсерских сил флота должны были составить весьма крупные и дорогостоящие лёгкие крейсера типа «Светлана». Все эти корабли, так же, как и новые эсминцы типа «Новик», оснащались турбинными установками разных производителей. Возникла необходимость в специальных кораблях для подготовки машинных команд. Для этого предполагалось построить два малых крейсера, способных выполнять роль учебных кораблей в мирное время.
Первоначально руководство флота склонялось к приобретению чертежей итальянского проекта «Нино Биксио». Однако в дальнейшем был объявлен международный конкурс на лучший проект. В 1912 году Морской генеральный штаб выработал требования к малому крейсеру. Он должен был прежде всего бороться с эсминцами и другими малыми кораблями, вести разведку, а также выступать в роли быстроходного минного заградителя. В мирное время малые крейсера должны были вести подготовку машинистов-турбинистов для флота. При водоизмещении не более 4600 тонн требовалось снабдить крейсера броневым поясом, вооружить восемью новейшими 130-мм/55 орудиями и обеспечить скорость 29—31 узел. Особо оговаривались повышенная маневренность, зенитное вооружение и размещение на крейсера аэропланов. Таким образом, Российский флот хотел получить типичные крейсера-скауты.
Конкурс выиграла немецкая компания Schichau-Werke, хотя её проект предусматривал лишь броневую палубу со скосами, вместо броневого пояса. Передача заказа за границу вызвала и протесты в Государственной думе. Но Морское министерство рассчитывало, что немецкие судостроители смогут построить крейсера быстрее, чем отечественные заводы. «Адмирал Невельской» и «Муравьев-Амурский» были заложены в Данциге в декабре 1912 года. Их планировали отправить на Дальний Восток, где они заменили бы устаревшие крейсера «Аскольд» и «Жемчуг» в составе Сибирской флотилии. Однако с началом Первой мировой войны они были реквизированы Германией, достроены в соответствии с немецкими требованиями и в дальнейшем воевали в составе германского флота как лёгкие крейсера типа «Пиллау».
| Сравнительные ТТХ проектов крейсеров-скаутов Франции и России |                                  |                                                            |
|                                                               | Тип «Ламотт-Пике»                | Тип «Адмирал Невельской»                                   |
| Нормальное/полное водоизмещение, т                            | 4500/6000                        | 4300/?                                                     |
| Артиллерийское вооружение                                     | 8×1 — 138,6-мм/45 2×1 — 47-мм/44 | 8×1 — 130-мм/55 4×1 — 63,5-мм                              |
| Торпедное вооружение                                          | 2×1 — 450-мм ТА                  | —                                                          |
| Бронирование, мм                                              | Палуба — 28 мм                   | Палуба — 20—40 мм щиты орудий — 25 мм боевая рубка — 75 мм |
| Энергетическая установка                                      | 4 паровые турбины, 40 000 л. с.  | 2 паровые турбины, 28 000 л. с.                            |
| Максимальная скорость, узлов                                  | 29                               | 27,5                                                       |
| Дальность плавания, миль/на скорости, узл                     | 3300/16                          | 5000/14                                                    |
| Экипаж, чел                                                   | 357                              | ?                                                          |

## Крейсера-скауты в Первой мировой войне
Малые лидеры-разведчики оказались слишком слабо защищёнными, плохо вооружёнными и недостаточно скоростными. В те годы уже строились более сбалансированные (хотя и более крупные) боевые единицы, полностью вытеснившие этих «недотёп». Надо сказать, что столь жестокий эксперимент со столь сокрушительными результатами могла себе позволить разве что первая морская держава мира
— Кофман В.Л. Неудачливые «скауты».